# Chrzanów (województwo wielkopolskie)
Chrzanów – wieś w Polsce, położona w województwie wielkopolskim, w powiecie pleszewskim, w gminie Pleszew.
Leży na zachód od Kuczkowa.
Do 2024 r. miejscowość była częścią wsi Kuczków.
Dawniej wieś Chrzanów stanowiła gminę wiejską o nazwie Kuczków-Chrzanów, którą w 1934 roku połączono z obszarem dworskim Kuczków w gromadę Kuczków-Chrzanów w nowo utworzonej zbiorowej gminie Pleszew. Następnie gromadę nazywano Kuczków. W latach 1954–1959 należała do gromady Kuczków, po jej zniesieniu w gromadzie Ludwina. W latach 1975–1998 miejscowość administracyjnie należała do województwa kaliskiego.